# Joy Cayler
Joy Margaret Cayler (* 6. August 1923 in Denver, Colorado; † 19. September 2014 ebenda) war eine US-amerikanische Jazz-Trompeterin und Bandleaderin. In den 1940er und 1950er Jahren leitete sie eine erfolgreiche, ausschließlich mit Frauen besetzte Big Band. Sie machte sich einen Namen als Musiklehrerin und in der Nachwuchsförderung von Jazz-Musikern.

## Karriere
Im Alter von 16 Jahren gründete Cayler 1940 in Denver eine aus Frauen bestehende lokale Big Band unter dem Namen Joy Cayler & Her Swinging Co-Eds. Drei Jahre später bereiste das Orchester die gesamten USA: Unter dem neuen Namen Joy Cayler's All-Girl Orchestra wurde die Big Band von der Music Corporation of America vermittelt und bespielte nicht nur Tanzsäle, Hotels und private Feiern, sondern trat auch landesweit für die US-Streitkräfte auf. Zum Repertoire des Orchesters gehörte insbesondere Glenn Miller, dessen „Tunes“ Cayler besonders liebte. Unmittelbar nach Kriegsende 1945 tourte Cayler im Auftrage der United Service Organizations (USO) zweimal mit ihrer Band durch den Nahen Osten, dann im asiatisch-pazifischen Raum, um US-Soldaten zu unterhalten. Während des Korea Krieges gastierten sie auf US-Militärbasen unter anderem in Begleitung von Stars wie Rita Moreno, Julius LaRosa und die Mills Brothers. Joy Caylers Big Band war bis 1957 aktiv. In den 1960er Jahren gab Cayler privaten Musik-Unterricht und widmete sich der Förderung von jungen Jazz-Künstlern. Dazu gründete sie 1974 in Denver die Joy Cayler's Brass-Beat-Formation als Non-Profit-Orchester, welches bis 1991 existierte und sich rasch über Denver hinaus einen guten Ruf erwarb. Cayler unterrichtete danach weiterhin privat, 1995 hatte sie noch 50 bis 60 Studenten pro Woche. Die „Trumpet Queen“, wie sie in der Presse zur Zeit der All-Girl-Band bezeichnet wurde, war gut mit Lionel Hampton befreundet. Zu Joy Caylers Ensemble zählten zeitweise auch der spätere Rock ’n’ Roll Star Lillian Briggs sowie die Jazz-Pianistin Kellie Greene.
Cayler steht für eine große Zahl rein weiblicher Jazz- und Swing-Bands während des Zweiten Weltkrieges, deren Geschichte trotz beachtlicher Erfolge eine weitestgehend vergessene war und erst in letzter Zeit wieder stärker wahrgenommen wird. Der Ausspruch „Nur Gott kann Bäume erschaffen ... und nur Männer können guten Jazz spielen“ von George T. Simon verdeutlicht das schwierige Umfeld, in welchem sich die (Instrumental)musikerinnen bewegten. Als weibliche Band in die Gewerkschaft aufgenommen zu werden (was Cayler schließlich durch Hartnäckigkeit gelang) war ebenso ein Problem wie die Abwehr sexueller Avancen von Promotoren oder sich gegen Unterbezahlung zu wehren. Die Ausnahmesituation des Krieges beförderte dennoch die musikalische Emanzipation der Frauenbands. Es galt aber nicht nur zu zeigen, dass sie gut spielten wie die Männer, sie mussten dabei auch noch gut aussehen: „Einige Fotos (...) lassen mich aussehen wie eine Stripperin ... aber so war das damals“, kommentierte Cayler bezeichnenderweise einige ihrer alten PR-Fotos. Sicher war dies ein nötiges Zugeständnis an ein Publikum, das „erst schaut und dann hört“. Offenbar war die „All Girl Band“ nicht nur gut anzuschauen, sondern sie war auch gut anzuhören. So urteilt die Wochenzeitung von Camp Gruber, einem US-Stützpunkt in Oklahoma, nach einem umjubelten Auftritt vor GIs im Frühjahr 1945 (stellvertretend für zahlreiche Kritiken über Caylers Auftritte): „Die Band ist gut eingespielt und hat ein erstklassiges Auftreten – von der Bandleaderin Joy Cayler bis hin zu allen 15 Instrumentalistinnen“.

## Diskografie
1943: Caylor on discs. 6 Liveaufnahmen aus dem Indianaroom, Indianapolis. Council Recordings, Denver.
1945: Joy Cayler Orchestra. Rundfunkaufnahme vom Jantzen Beach Park, Portland. Privatbesitz Joy Cayler.